# Зонд Ленгмюра
Зонд Ленгмюра — устройство, используемое для диагностики плазмы. Зондовый метод был впервые предложен Ирвингом Ленгмюром в 1923 году. Этот метод основан на измерении плотности тока заряженных частиц на помещённый в плазму электрический проводник в зависимости от его потенциала. Соответствующая кривая называется зондовой вольт-амперной характеристикой. Наибольшее распространение при исследованиях получили цилиндрический, сферический и плоский зонды.

## Устройство

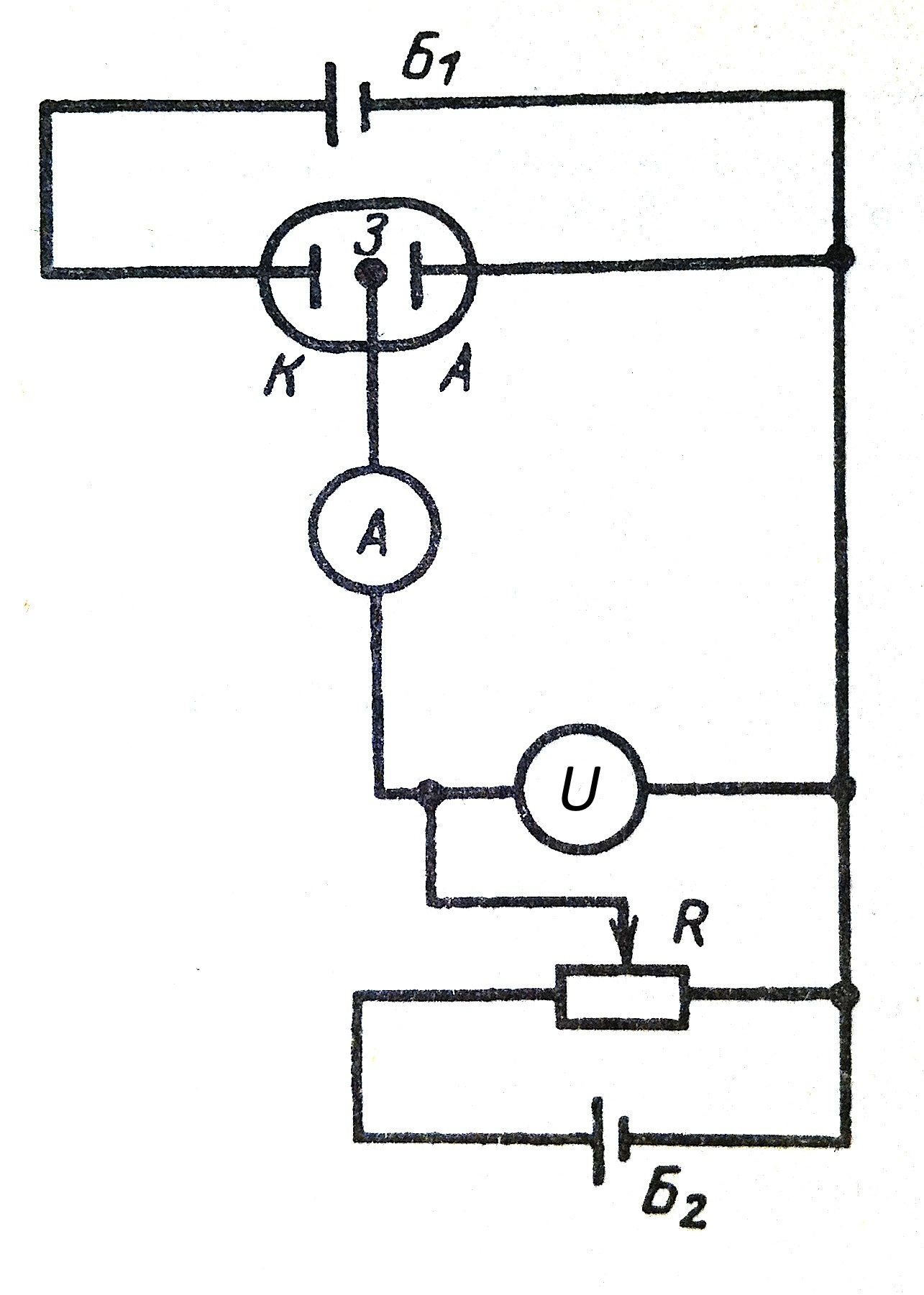
Рис. 2 Измерительная схема

Проводящая часть зонда, находящаяся в плазме, может быть выполнена из любого металла. Выбор металла определяется прежде всего свойствами среды, в которую он помещён, и характеристиками изолятора, с которым он имеет механический контакт. Этим металлом может быть, например, молибден, вольфрам, а в случае химически агрессивной среды — золото, платина. Изолирующая часть зонда изготавливается из стекла, кварца или различных типов керамики.
Типичным для цилиндрического зонда является диаметр от 10−3 до 10−1 см, для сферического 10−2-10−1 см, при этом длина той части цилиндрического зонда, которая непосредственно собирает заряженные частицы, составляет 10−1-100 см (указанные размеры зависят от параметров плазмы).

## Особенность метода
Зондовый метод является контактным методом диагностики. С этим обстоятельством связано одно из его преимуществ по сравнению, например с СВЧ-методами исследования плазмы, а именно локальность определения параметров плазмы. В то же время контактный характер измерений приводит к возмущению плазмы в некоторой области около зонда. Характерные размеры такой области определяются дебаевским радиусом экранирования и, как правило, оказываются существенно меньше размеров плазменного объёма. Так, при концентрации заряженных частиц 1012 см−3 и температуре электронов 1 эВ дебаевский радиус имеет порядок 10−3 см, что, как видно, позволяет проводить зондовые измерения и в плазме малых линейных размеров.

## Схема измерительной системы
Измерительная система включает в себя измерительный зонд, опорный электрод – противозонд (в качестве него может выступать анод А или катод К, обычно в качестве опорного используют анод, так как в этом случае требуется источник зондового смещения Б2 на меньшее предельное напряжение) и источник напряжения (Рис. 2). Питание разряда осуществляется источником Б1. Зонду придают различные значения потенциала, относительно опорного электрода. Погруженный в плазму, зонд окружается двойным электрическим слоем (призондовый слой) и, фактически, ВАХ зонда является ВАХ слоя. В случае, когда размеры измерительного зонда много меньше размеров опорного электрода, ВАХ системы определяется слоем у измерительного зонда (система одиночного зонда).

## Вольт-амперная характеристика зонда Ленгмюра

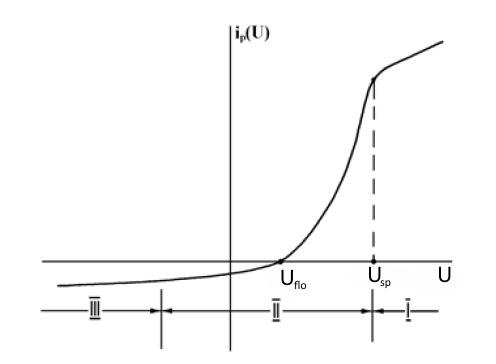
Рис. 3 Зондовая вольт-амперная характеристика

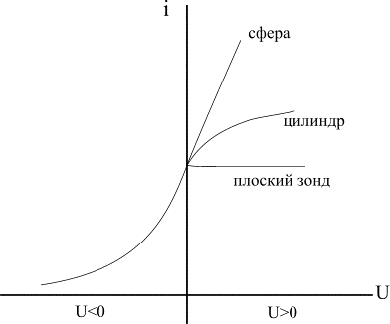
Рис. 4 ВАХ в зависимости от формы

{\displaystyle U} — разность потенциалов между измерительным (З) и опорным (А) зондами
{\displaystyle U_{sp}} — потенциал плазмы
{\displaystyle U_{fl}} — плавающий потенциал
{\displaystyle U_{3}=U-U_{sp}} — потенциал измерительного зонда относительно плазмы.
Участки зондовой характеристики (Рис. 3):
I — {\displaystyle U_{3}>0} — электронный ток насыщения
II — {\displaystyle U_{3}\leq 0} — электронный ток на зонд
III — {\displaystyle U_{3}<0,U_{3}\gg kT_{e}/e} — ионный ток насыщения,
где {\displaystyle T_{e}} — температура электронов, {\displaystyle k} — постоянная Больцмана, {\displaystyle e} — заряд электрона
В случае максвелловского распределения электронов по энергиям в невозмущённой плазме и больцмановского распределения концентрации заряженных частиц в поле слоя пространственного заряда {\displaystyle n=n_{0}e^{-eU/kT_{e}}} у зонда ток зонда любой формы при отрицательных потенциалах {\displaystyle U_{3}} определяется соотношением:
{\displaystyle i_{3}(U_{3})={\frac {1}{4}}en_{e}{\bar {v}}_{e}S_{3}e^{((eU_{3})/(kT_{e}))},U_{3}<0}
где {\displaystyle {\bar {v}}={\sqrt {8kT_{e}/\pi m}}} — средняя скорость электронов, {\displaystyle n_{e}} — концентрация электронов, {\displaystyle S_{3}} — площадь зонда, {\displaystyle T_{e}}— температура электронов.
Это соотношение было получено Ирвингом Ленгмюром и Харольдом Мотт-Смитом в 1926 году и явилось основой зондового метода диагностики плазмы. При {\displaystyle U_{3}>0} ВАХ зависит от формы зонда. Но, несмотря на кажущуюся простоту, зондовый метод является довольно нетривиальным. Это в первую очередь связано с тем что плазма и зонд должны удовлетворять ряду достаточно жестких требований и только тогда результаты простых электрических измерений могут быть связаны с параметрами плазмы.

## Критерии для работы с зондом Ленгмюра
Основные предположения простейшей теории, при выполнении которой можно довольно быстро провести расчёт зондовой характеристики, представленные в работах Ленгмюра и Бома, приведены ниже:
- Характерный размер области однородной плазмы много больше длины свободного пробега электрона и иона. Плазма изотропна;
- Средние длины энергетического пробега электронов {\displaystyle \lambda _{i}} велики по сравнению с радиусом зонда {\displaystyle r_{3}} и толщиной призондового слоя {\displaystyle h};
- Отсутствуют генерация и рекомбинация заряженных частиц в слое около зонда;
- В плазме отсутствует магнитное поле;
- Держатель зонда не влияет на характеристики плазмы и следовательно на измерения;
- Отсутствует отражение электронов от зонда и их вторичная эмиссия, не образуется плёнки на поверхности зонда в результате химических реакций (что может повлиять на отражение и вторичную эмиссию электронов с поверхности);
- Отсутствуют колебания потенциала плазмы (относительно потенциала опорного электрода);
- Работа выхода электронов с поверхности зонда одинакова в различных точках;
- Потенциал плазмы постоянен на характерных размерах зонда.

## Режимы работы
В зависимости от соотношения характерных размеров зонда {\displaystyle r_{3}} и характерных масштабов плазмы (длины свободного пробега электронов {\displaystyle \lambda _{e}} и ионов {\displaystyle \lambda _{i}}, длины релаксации энергии электронов {\displaystyle \lambda _{\varepsilon e}} и ионов {\displaystyle \lambda _{\varepsilon i}}, дебаевского радиуса экранирования {\displaystyle \lambda _{d}}, толщина слоя пространственного заряда у зонда {\displaystyle h} ) различают несколько режимов работы зонда.
При этом нужно учитывать, что:
{\displaystyle \lambda _{e}\ll \lambda _{\varepsilon e}=\lambda _{\varepsilon }=\delta ^{-1/2}\lambda _{e}}
где {\displaystyle \delta =10^{-4}-10^{-2}} – средняя доля потери энергии электроном в одном столкновении, в то время как для ионов {\displaystyle \delta \approx 1,\lambda _{i}\approx \lambda _{\varepsilon i}}
- При {\displaystyle \lambda _{e},\lambda _{i}\gg r_{3}+h} реализуются условия бесстолкновительного слоя (классический зонд Ленгмюра).
- При {\displaystyle \lambda _{e}\ll r_{3}+h\ll \lambda _{\varepsilon }} реализуется диффузионный режим для электронов.
- При {\displaystyle r_{3}+h\gg \lambda _{\varepsilon },\lambda _{i}} реализуется режим сплошной среды.

В первых двух случаях из результатов зондовых измерений можно получить информацию о ФРЭЭ (ФРЭЭ - функция распределения электронов по энергиям, которая в случае Максвелловского распределения характеризуется температурой электронов — Te) в невозмущённой плазме (хотя соотношения для этого оказываются разными). В третьем случае возможно лишь получение информации о температуре электронов. Таким образом, для корректного анализа результатов зондовых измерений и использования соответствующих теоретических представлений необходимо определить в каком режиме будет работать зонд.	
Теория, предложенная Ленгмюром предполагает, что {\displaystyle \lambda _{d}\ll \lambda _{min}}, где {\displaystyle \lambda _{min}} – минимальная длина энергетического пробега электронов. Тем самым определяется нижняя граница концентрации электронов в плазме:
{\displaystyle n_{e}\gg 5\cdot 10^{5}T_{e}(N\langle \sigma (\varepsilon )\rangle )^{2}}
где {\displaystyle T_{e}} — температура электронов в эВ, {\displaystyle n_{e}} – концентрация электронов в см−3, {\displaystyle N} – концентрация тяжелых частиц в см−3, {\displaystyle \langle \sigma (\varepsilon )\rangle } – среднее значение сечения столкновений электронов с тяжелыми частицами в см2.

## Методика измерений
Методика измерений
Для использования зондовых характеристик при расчёте параметров плазмы необходимо знать потенциал измерительного зонда относительно потенциала плазмы {\displaystyle U_{sp}} (потенциал пространства). Но из экспериментов нам известен лишь потенциал относительно некоторого опорного электрода {\displaystyle U} и {\displaystyle U_{3}=U-U_{sp}}. В соответствии с классическими представлении {\displaystyle U_{sp}} определяется как потенциал точки перегиба ВАХ зонда. В реальных ВАХ из-за влияния ряда факторов (загрязнение поверхности зонда, сток электронов на зонд, колебания потенциала плазмы) явно выраженный перегиб отсутствует. Для определения {\displaystyle U_{sp}} используются характерные точки на производных зондового тока по потенциалу зонда. Существует два подхода к определению: {\displaystyle U_{sp}} соответствует потенциалу зонда, при котором {\displaystyle {\frac {d^{2}i_{3}}{dU_{3}^{2}}}} либо максимальна, либо равна 0.
Хотя величиной, представляющей интерес для диагностики плазмы, является потенциал плазмы {\displaystyle U_{sp}}, легче измерять плавающий потенциал {\displaystyle U_{fl}}. Плавающий потенциал – это потенциал зонда относительно плазмы, при котором ток на зонд равен нулю. Ясно, что {\displaystyle U_{fl}} всегда отрицателен. Величина {\displaystyle U_{fl}} может быть определена при известных зависимостях ионного тока насыщения и электронного тока от потенциала зонда. Так, в предположении максвелловского распределения электронов по энергиям получается следующее выражение для плавающего потенциала:
{\displaystyle {\frac {eU_{fl}}{kT_{e}}}\approx -\ln \left[{\frac {e}{\sqrt {4\pi }}}{\sqrt {\frac {M}{m}}}\right]\approx -\ln \left[0{,}77{\sqrt {M/m}}\right]}, где M – масса основного иона
Для водорода плавающий потенциал:

{\displaystyle U_{fl}} [B] {\displaystyle \approx -3{,}3kT_{e}} [эВ]
Для аргона:

{\displaystyle U_{fl}} [B] {\displaystyle \approx -6{,}3kT_{e}} [эВ]
Если функция распределения электронов в разных точках плазмы одинакова, то распределение {\displaystyle U_{flo}} определяет распределение потенциала плазмы.
При произвольной форме изотропного энергетического распределения электронов (ФРЭЭ) в области отрицательных потенциалов зонда электронный ток на зонд связан с {\displaystyle f(\varepsilon )} интегральным соотношением:

{\displaystyle i_{e}(U_{e})={\frac {2\pi n_{e}eS_{3}}{m^{2}}}\int \limits _{eU_{3}}^{\infty }f(\varepsilon )(\varepsilon -eU_{3})d\varepsilon }, где {\displaystyle \varepsilon } – энергия электрона, {\displaystyle f(\varepsilon )} – ФРЭЭ {\displaystyle (f(\varepsilon )=n_{e}f_{o}(\varepsilon ),\int \limits _{0}^{\infty }f(\varepsilon ){\sqrt {\varepsilon }}d\varepsilon =1)}
Данное выражение справедливо для зондов с выпуклой поверхностью, при отсутствии отражения электронов от зонда и вторичной электронной эмиссии с зонда, отсутствии генерации и рекомбинации носителей зарядов в слое, одинаковой работе выхода электронов с поверхности зонда в различных точках, отсутствии загрязнения поверхности зонда, отсутствии магнитного поля и колебаний потенциала плазмы. При этом также необходимо, чтобы не только зонд, но и его держатель не возмущали плазму. 
Существенным шагом в развитии зондовой диагностики плазмы было решение Дрювестейном задачи о нахождении ФРЭЭ по второй производной электронного тока на зонд {\displaystyle i_{e}(U_{3})} по потенциалу зонда {\displaystyle U_{3}<0}
{\displaystyle n_{e}f_{o}(\varepsilon )=2^{3/2}{\frac {\sqrt {mU_{3}}}{S_{3}e^{3/2}}}{\frac {d^{2}i_{e}(U_{3})}{dU_{3}^{2}}}}
где {\displaystyle S_{3}} – площадь поверхности зонда. Это выражение справедливо для изотропных ФРЭЭ и не зависит от геометрии зонда, если его поверхность выпуклая.
В предположении максвелловской ФРЭЭ по ВАХ может быть определена температура электронов {\displaystyle T_{e}}:
{\displaystyle kT_{e}/e=-\left({\frac {d(\ln i_{e})}{(dU_{3})}}\right)^{-1}}
Концентрация электронов может быть определена по хаотическому току на зонд при потенциале плазмы {\displaystyle U_{sp}} (электронный ток насыщения):
{\displaystyle n_{e}=4i_{e}(U_{sp})/(e{\bar {v}}S_{3})}
Концентрация ионов {\displaystyle n_{i}} определяется по ВАХ в области ионного тока насыщения. Это одна из наиболее сложных задач зондовой диагностики: необходимо использовать выражение для ионного тока, соответствующего условиям экспериментов (геометрии и размером зонда и соотношению последних λ и λD), а также знать ионный состав плазмы.
Для оценок часто используется соотношение:
{\displaystyle i_{i}=en_{i}S_{3}{\sqrt {\frac {kT_{e}}{2\pi M}}}\left({\frac {eU_{3}}{kT_{e}}}\right)^{n}}
где n определяется экспериментальным путём. Для тонкого зонда и бесстолкновительного слоя (r3 << λ, λD), n = 0,5

## Влияние стока электронов на зонд
Так как диффузия электронов из невозмущённой плазмы не успевает компенсировать их потери, связанные с уходом их на зонд, то свойства плазмы в окрестности зонда могут изменятся. Возмущение плазмы вызывает, соответственно, искажение ВАХ зонда тем большее, чем ближе потенциал зонда к потенциалу плазмы и чем больше параметр стока {\displaystyle \delta }. Параметр стока зависит от геометрии зонда и соотношения характерных размеров зонда и длины свободного пробега электронов. Так например для цилиндрического зонда:
{\displaystyle \delta _{cyl}={\frac {3r_{3}}{4\lambda }}\ln(l_{3}/2r_{3})}, 
где {\displaystyle l_{3}} – длина зонда
Сток электронов приводит к занижению рассчитанной по электронному току ФРЭЭ, и к завышению определённой по ВАХ температуре электронов, к искажению второй производной зондового тока по потенциалу зонда. Влияние стока может быть скорректировано расчетным путём. При {\displaystyle \delta \ll 1} истинные и искажённые концентрации связаны следующим соотношением:
{\displaystyle n_{eo}\approx (1+4\delta /3)n_{e~dist}}
для средней энергии электронов:

{\displaystyle {\bar {\varepsilon }}_{o}={\bar {\varepsilon }}_{dist}(1-\delta /2)}
При {\displaystyle \delta \gg 1} из зондовой характеристики может быть получена ФРЭЭ, однако она оказывается пропорциональной не второй, а первой производной электронного тока на зонд по потенциалу зонда.

## ВЧ-компенсированный зонд

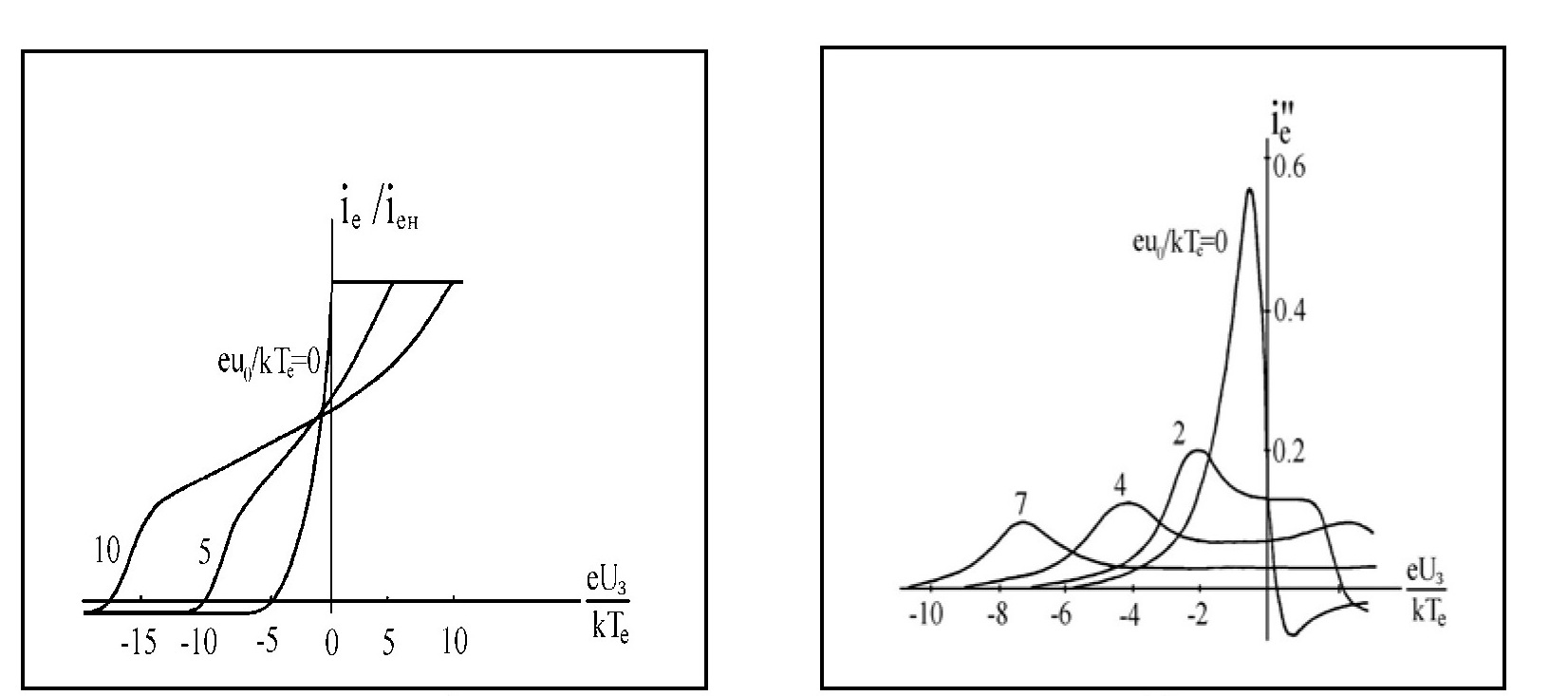
Рис. 5 Влияние переменного поля на ВАХ зонда и вторую производную
электронного тока

При зондовых измерениях в плазме, создаваемой переменными полями (ВЧ и СВЧ разряды), а также в плазме в присутствии колебаний потенциала плазмы возможно искажение ВАХ зонда. Это связано с тем, что слой пространственного заряда у зонда является нелинейным элементом и при воздействии на него переменного напряжения происходит преобразование частоты и, в частности, в переменном сигнале появляется постоянная составляющая (выпрямление на слое, как нелинейном элементе). Это ведёт к появлению дополнительного (к внешнему напряжению) смещения зонда, причем величина этого смещения зависит от потенциала зонда.

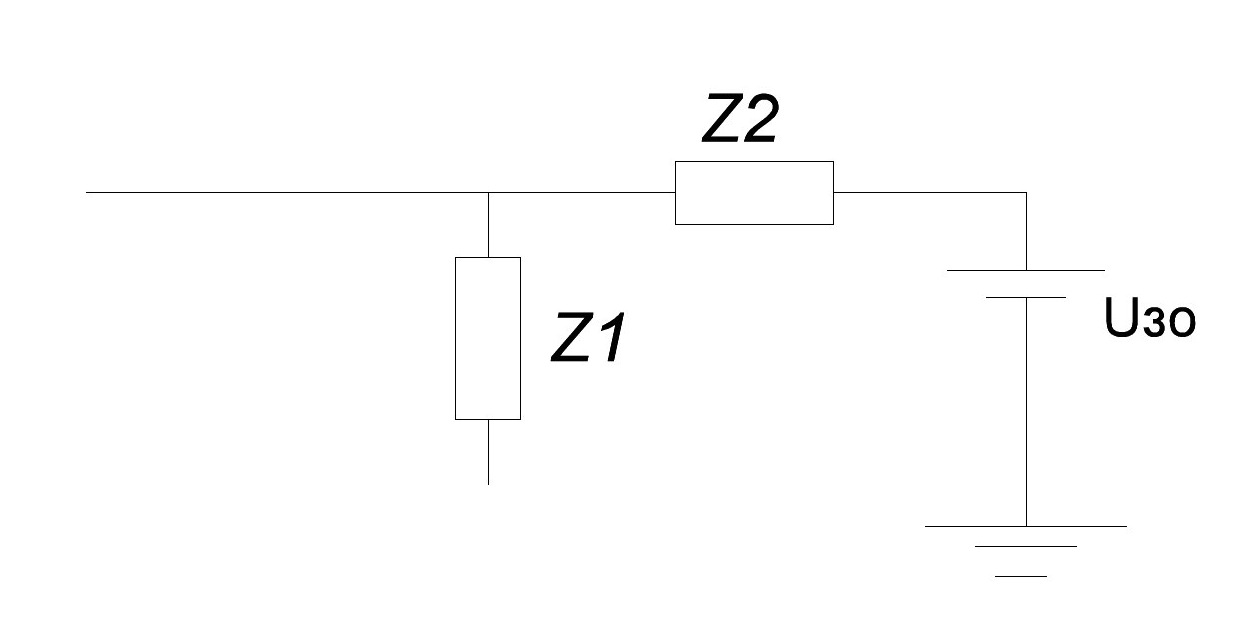
Рис. 6(а) Схема вч зонда

При приложении к призондовому слою напряжения в виде: {\displaystyle U_{3}=U_{3o}+u_{o}\cos \omega t}

в предположении максвелловского распределения электронов по энергиям величина среднего электронного тока на зонд (искажённая ВАХ в области отталкивающих потенциалов) записывается в виде:

{\displaystyle i_{e}^{*}=i_{es}\exp \left(-{\frac {eU_{3o}}{kT_{e}}}\right)I_{o}\left({\frac {eu_{o}(U_{3o})}{kT_{e}}}\right)}
где {\displaystyle i_{es}} – электронный ток насыщения, {\displaystyle I_{o}\left({\frac {eu_{o}(U_{3o})}{kT_{e}}}\right)} – модифицированная функция Бесселя нулевого порядка, {\displaystyle U_{3o}} и {\displaystyle u_{o}} постоянное напряжение и амплитуда переменного напряжения на призондовом слое. Из этого выражения видно, что одинаковые значения электронного тока на зонд на искажённой характеристике ({\displaystyle u_{o}\neq 0}) достигаются при больших отрицательных значениях внешнего смещения, чем на неискажённой характеристике ({\displaystyle u_{o}=0})
 (Рис. 5)

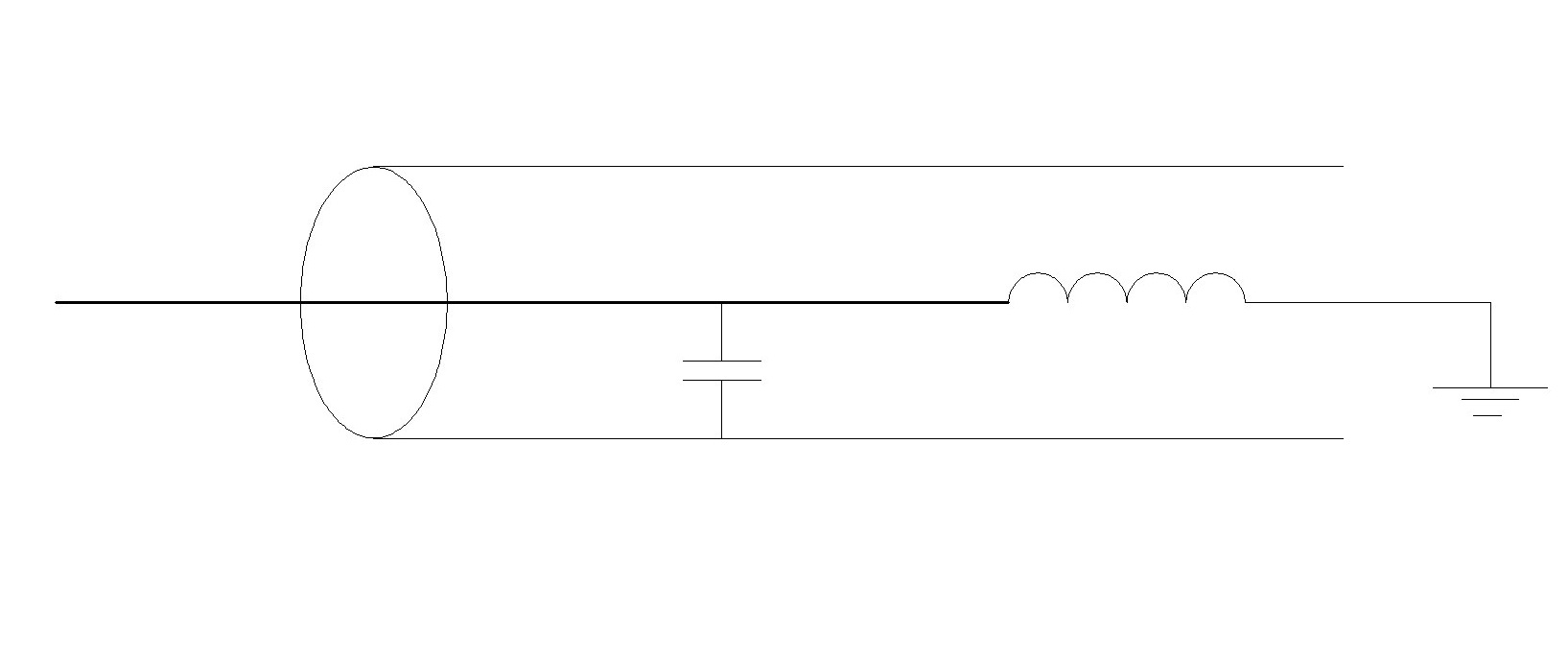
Рис. 6(б) Схема вч зонда

Одним из следствий влияния переменного напряжения на ВАХ является смещение плавающего потенциала зонда в область больших отрицательных потенциалов при увеличении {\displaystyle eu_{o}/kT_{e}}
{\displaystyle \Delta U_{fl}=-\left({\frac {kT_{e}}{e}}\right)\ln I_{o}\left({\frac {eu_{0}}{kT_{e}}}\right)}
Это соотношение даёт критерий влияния {\displaystyle u_{o}} на ВАХ.
Для получения наиболее точных результатов при проведении эксперимента необходимо добиться минимального значения {\displaystyle \Delta U_{fl}}.
Все методы уменьшения этой погрешности (пассивные и активные) связаны с уменьшением переменного напряжения на призондовом слое. Напряжение на призондовом слое будет складываться из суммы напряжения поданного на зонд и переменного напряжения в призондовом слое: {\displaystyle u_{3}=u_{3o}+{\tilde {u_{sp}}}}. 
Добавка переменного напряжения будет определяться следующим образом {\displaystyle {\tilde {u_{3}}}={\tilde {u_{sp}}}{\frac {z_{1}}{z_{1}+z_{2}}}}. Очевидно что минимальное значение {\displaystyle {\tilde {u_{3}}}} достигается при {\displaystyle z_{1}\rightarrow 0} и {\displaystyle z_{2}\rightarrow \infty } (Рис. 6 (а)). Для этих целей можно использовать каскад резонансных фильтров пробок (Рис. 6 (б)). Фильтрующие элементы должны быть расположены максимально близко к активной области зонда для исключения влияние паразитных ёмкостей. Иначе эти ёмкости могут свести к нулю все усилия по уменьшению влияния {\displaystyle {\tilde {u_{3}}}}.

## Развитие зондового метода
Развитие зондовых методов происходило по двум основным направлениям:
1.	Отказ от упрощённых предположений, изложенных выше и создание зондовых теорий для более сложных случаев.
- Допускается произвольное соотношение между длинами пробега заряженных частиц, радиусом зонда и размером слоя объёмного заряда;
- В призондовом слое объёмного заряда происходят плазмохимические процессы;
- Ненулевые коэффициенты: отражения от зонда, вторичной эмиссии электронов с поверхности зонда;
- Плазма анизотропна, имеются направленные потоки частиц;
- Плазма нестационарна и находится в магнитном поле.

2.	Усовершенствование зондовых измерительных схем
- Системы с временным разрешением
- Создание схем для измерения в условиях плазменных шумов
- Повышение чувствительности схем
- Автоматизация зондовых измерений

В настоящее время зонды используются для изучения разрядов постоянного тока, ВЧ и СВЧ разрядов при давлениях от миллиторр до атмосферного, плазмы в магнитных полях и плазмы с химическими реакциями.

## Фотографии вч-компенсированного зонда

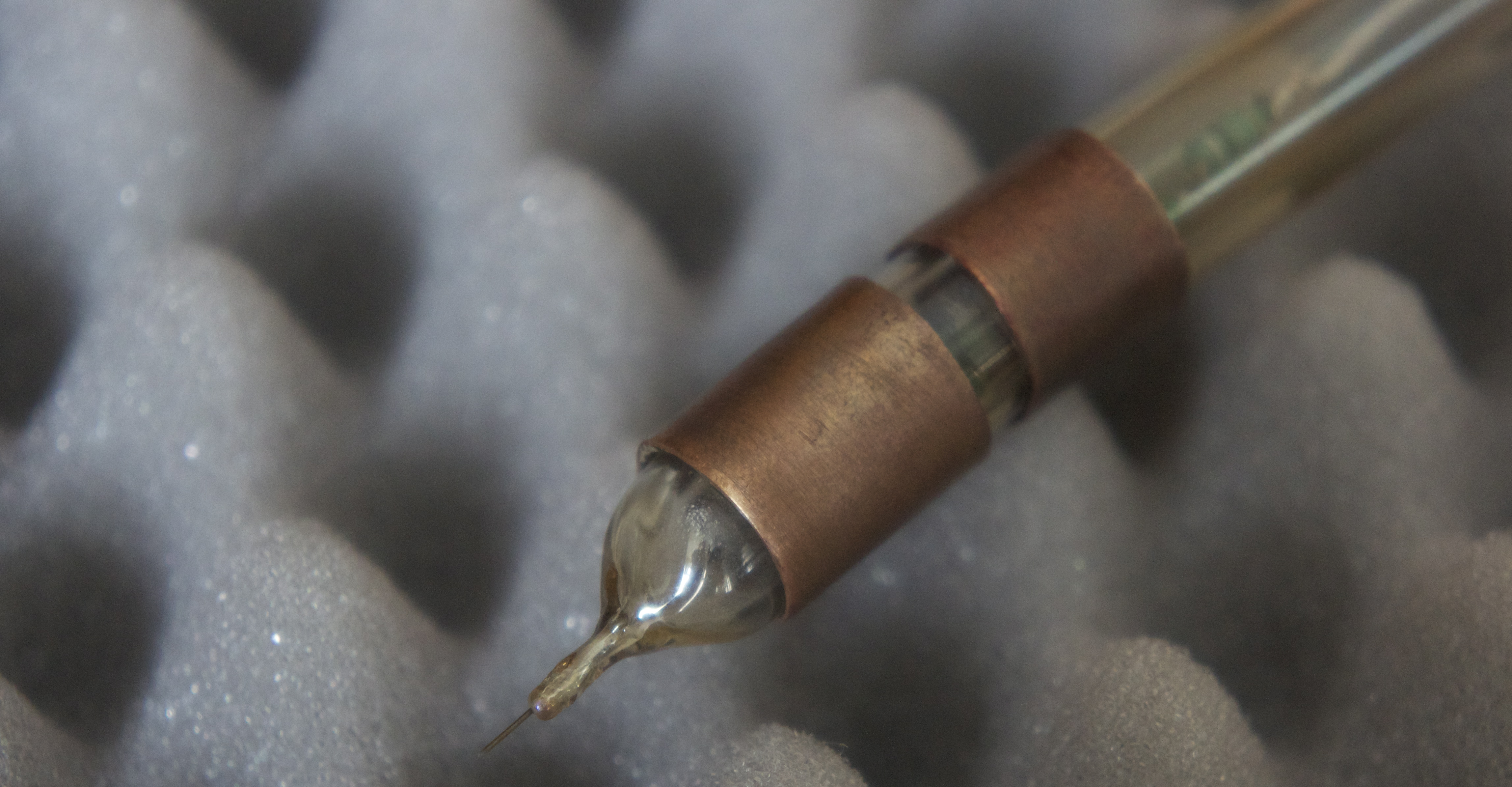
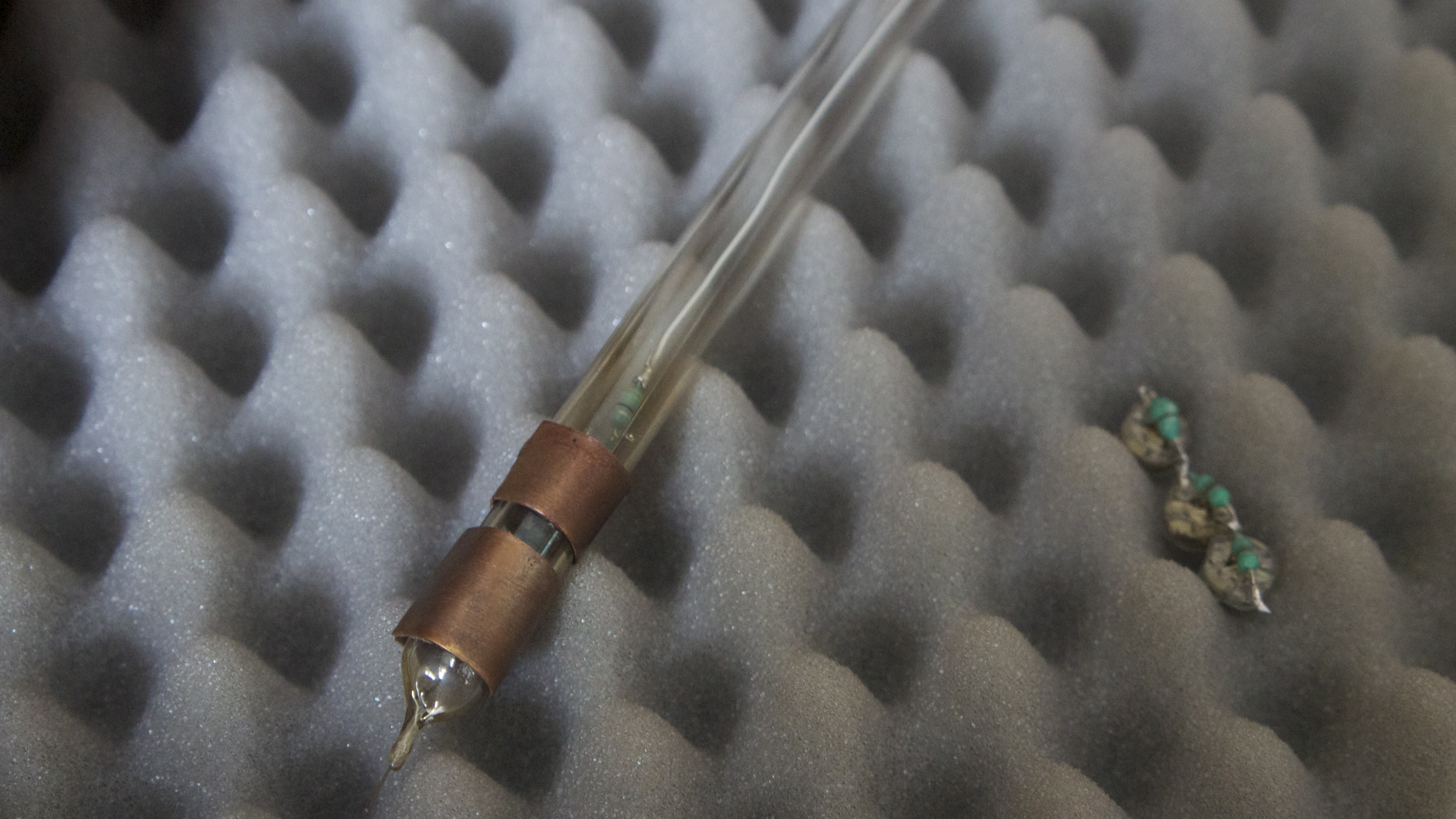

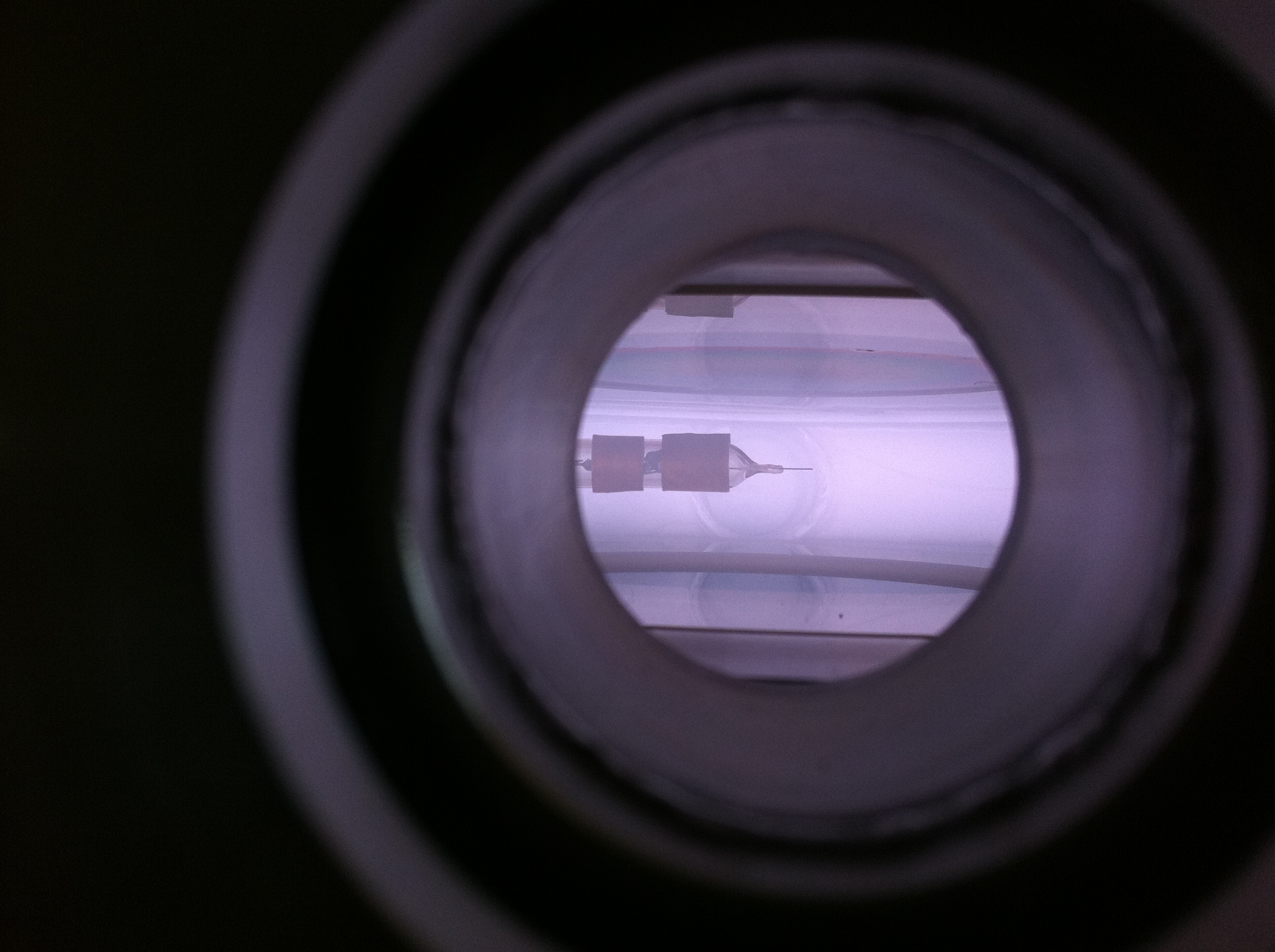
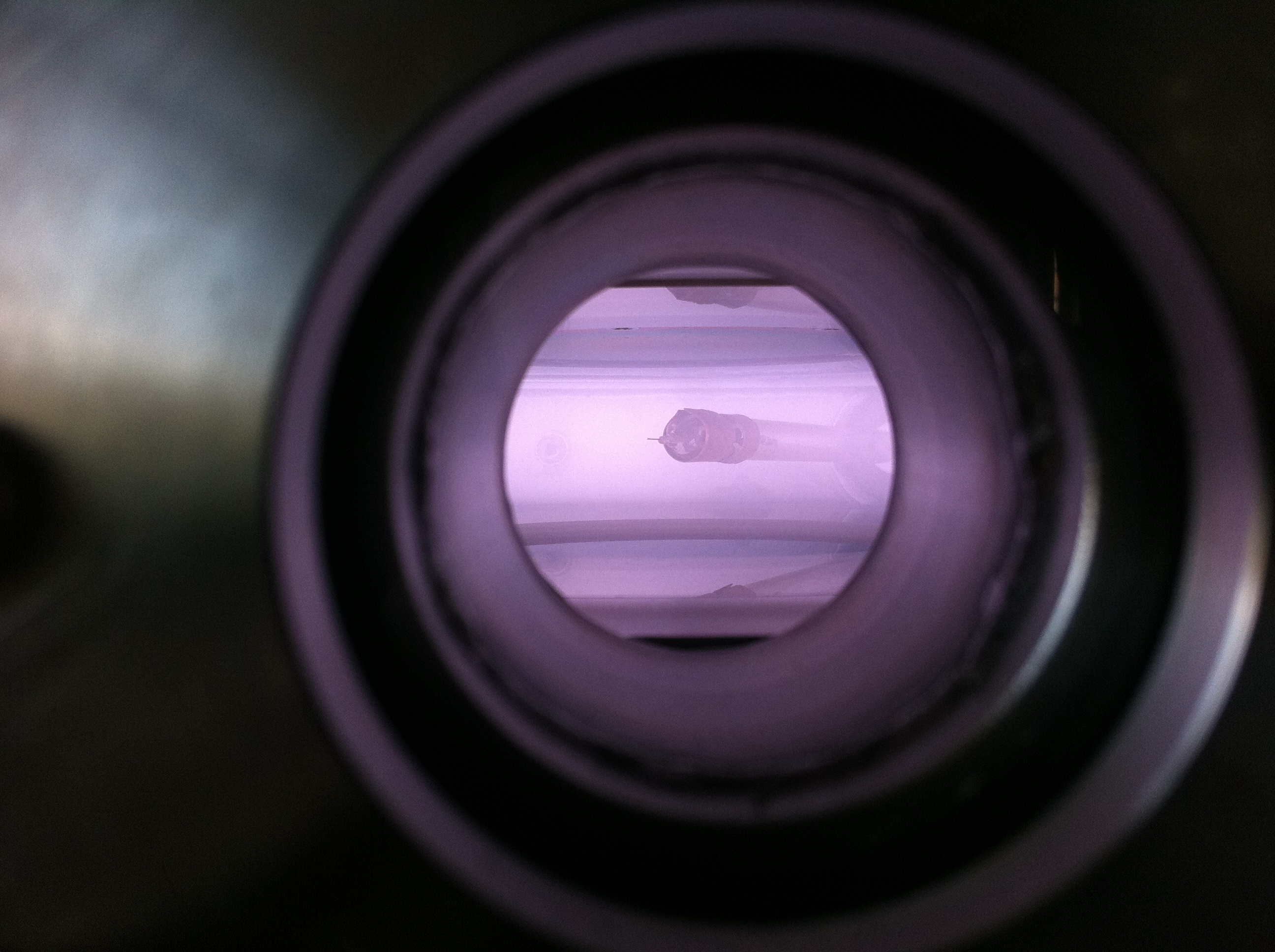

Зонд в плазме